# Ближний Восток
Бли́жний Восто́к — историческое название региона, расположенного большей частью в Западной (Передней) Азии и частично в Северной Африке, на границе с Южной и Восточной Европой. Название этому ближайшему к ним восточному региону было дано европейцами. Основное население: арабы, персы, ассирийцы, азербайджанцы, евреи, египтяне, курды и турки. Также проживают армяне, грузины, греки, часть албанцев и боснийцев.
Ближний Восток населяют 350—360 млн мусульман (тюрки, персы, большинство курдов, арабы и др), 60—70 млн христиан (армяне, анатолийские греки, грузины, ассирийцы, копты, марониты и так далее), 9 млн иудеев, 3 млн друзов, примерно 1 млн езидов (часть курдов) и другие народы. Через Ближний Восток пролегает главный путь из Европы и Африки в Азию.
Климат в основном засушливый, имеется несколько крупных рек, которые используются для орошения.
Ближний Восток является важным нефтедобывающим регионом планеты.

## География и терминология
По классификации ООН Ближний Восток (как Middle East) охватывает Западную Азию и противопоставляется Центральной Азии (Central Asia) и Азиатско-Тихоокеанскому региону. В русском языке Ближний Восток не всегда тождественен понятию Middle East (букв. Средний Восток), однако иногда в переводной литературе они используются как взаимозаменяемые. Так, основанное в 1939 году на бывших землях Османской империи Middle East Command переводится как средневосточное командование и как ближневосточное командование. Британское информагентство Би-би-си выделяет Ближний Восток (Middle East), наряду с Азией, Африкой и Европой, но не сводит его к ним.
В дореволюционной русскоязычной литературе термин Ближний Восток отсутствовал. Советская пресса начала активно писать о «Тучах над Ближним Востоком» в 1967 году в связи с арабо-израильским конфликтом. В 1976 году выходит посмертная монография Н. В. Пигулевской, в названии которой присутствует термин Ближний Восток.
Границы Ближнего Востока чрезвычайно размыты (см. Большой Ближний Восток), так как регион расположен на пересечении Южной Европы и Северной Африки, и довольно дифференцирован от иных регионов Азии, имея самобытный строй общественности и культуру. Помимо арабских стран сюда также относят сопредельные мусульманские страны Азии (Турция, Иран). Реже — ряд негроидных стран Восточной Африки (Судан, Сомали, Джибути). Внутри Ближнего Востока выделяют африканскую и азиатскую часть.
Проблематично и спорно отнесение к Ближнему Востоку островных Кипра, Мальты, и стран Закавказья (которые геополитически, экономически, и историко-культурно тяготеют к Европе), а также Афганистана (который расположен на пересечении Южной и Центральной Азии). Неоднозначно отнесение к данному геополитическому региону четырёх стран Средней Азии: Туркменистана, Таджикистана, Узбекистана, Кыргызстана. Периферийную зону Ближнего Востока занимают страны Магриба (Алжир, Ливия, Мавритания, Марокко, Тунис).

## Страны Ближнего Востока
Страны и территории Ближнего Востока, согласно Большой российской энциклопедии:
1. Египет (бо́льшая часть в Африке)
2. Судан (в Африке)
3. Бахрейн
4. Израиль
5. Иордания
6. Ирак
7. Йемен
8. Катар
9. Кипр
10. Кувейт
11. Ливан
12. ОАЭ
13. Оман
14. Саудовская Аравия
15. Сирия
16. Турция (частично в Европе)
17. Государство Палестина

## Связанные понятия
Азиатская часть Ближнего Востока практически тождественна Передней Азии. Разница между понятиями заключается в том, что Ближний Восток отражает социо-культурные реалии (Ближневосточный конфликт, Ближневосточное командование), а Передняя Азия — природные: Переднеазиатские нагорья, Переднеазиатский леопард, Переднеазиатская песчанка. Ещё один нюанс заключается в том, что Передняя Азия больше ассоциируется с горным регионом: синонимом переднеазиатской расы (относящуюся к балкано-кавказскому варианту европеоидной) является арменоидная раса. В 1899 году в Берлине был открыт Музей Передней Азии (Vorderasiatisches Museum), в котором хранились экспонаты с территории современных Ирака, Ирана, Египта, Турции и Сирии.
Также ядро Ближнего Востока могут называть Левантом, но в этом случае акцент идёт на Восточном Средиземноморье без Магриба и Аравийского полуострова (Египет, Ливан, Сирия, Турция). В термине Левант подчёркивается доарабский субстрат и неисламский компонент (левантинцы). В англоязычной литературе устоялся термин Levantine archaeology (левантийская археология) или Levantine pottery (левантийская керамика). В XVI веке для торговли Великобритании с контролируемым Турцией Ближним Востоком была создана Левантийская компания. В узком значении Левант не включает в себя Ирак (Месопотамию): например, это противопоставление существует в переводе самоназвания террористической организации ИГИЛ (Исламское государство Ирака и Леванта).
Если Левант это слово французского происхождения, то сами арабы предпочитают эти земли называть Шам (араб. الشام‎: Великая Сирия). Исторически это было связано с тем, что столица Сирии Дамаск была также и столицей Дамаскского халифата (661—750). Другим арабским названием Ближнего Востока может быть термин Машрик (как оппозиция Магрибу).
Ещё реже синонимом Ближнего Востока является Афразия. Термин Афразийская степь (Afrasian Steppe) активно использовал британский историк Арнольд Тойнби. В этом случае подчёркивается акцент на североафриканском компоненте макрорегиона (афразийские языки).

## История
История Ближнего Востока восходит ко времени «зарождения человеческой цивилизации на Ближнем Востоке». На протяжении всей своей истории Ближний Восток оставался одним из важнейших политических, экономических, религиозных и культурных центров. В этом регионе появились древнеармянская и древнегрузинская религии, зороастризм, иудаизм, христианство и ислам. На территории Ближнего Востока существовали одни из древнейших государств на Земле — Шумер, Аккад, Древний Египет, Хеттская держава, Аратта, Митанни, Хайаса, Урарту, Этиуни, Великая Армения, Малая Армения, Цопк (Софена), Коммагена, Мидия-Атропатена, Финикия, Эгейская цивилизация (Минойская держава Крита и Кипра), Карфаген, Израильское и Иудейское царства, Держава Ахеменидов, Парфянское царство, Вавилон, Ассирия, Иберийское и Колхидское царство, Арабский Халифат, и другие.
Современная политическая карта Ближнего Востока сформировалась после Первой мировой войны, когда Османская империя была разделена на ряд отдельных государств. Также важным политическим событием в современной истории региона является образование Государства Израиль в 1948 году.
Значительные запасы нефти на Ближнем Востоке придали новое политическое и экономическое значение региону в XX веке. После 1945 года в Саудовской Аравии, Иране, Кувейте, Ираке, ОАЭ ведётся активная нефтедобыча.
Во времена Холодной войны Ближний Восток стал театром идеологической борьбы между США и СССР. В настоящее время регион политически неустойчив. Актуальными политическими проблемами на Ближнем Востоке являются последствия войны в Ираке, палестино-израильский конфликт, гражданская война в Сирии, разногласия по поводу геноцида армян, греков, ассирийцев в Турции, а при более широком восприятии Ближнего Востока — конфликты и в целом неустойчивая политическая ситуация в Пакистане и Афганистане, конфликт Пакистана с Индией из-за Кашмира, угроза нападения США на Иран. С религиозной точки зрения в регионе сильны как межконфессиональные разногласия среди мусульман между суннитами и шиитами, так и межрелигиозные разногласия между мусульманами и представителями других религий.